# Boudewijn van Condé

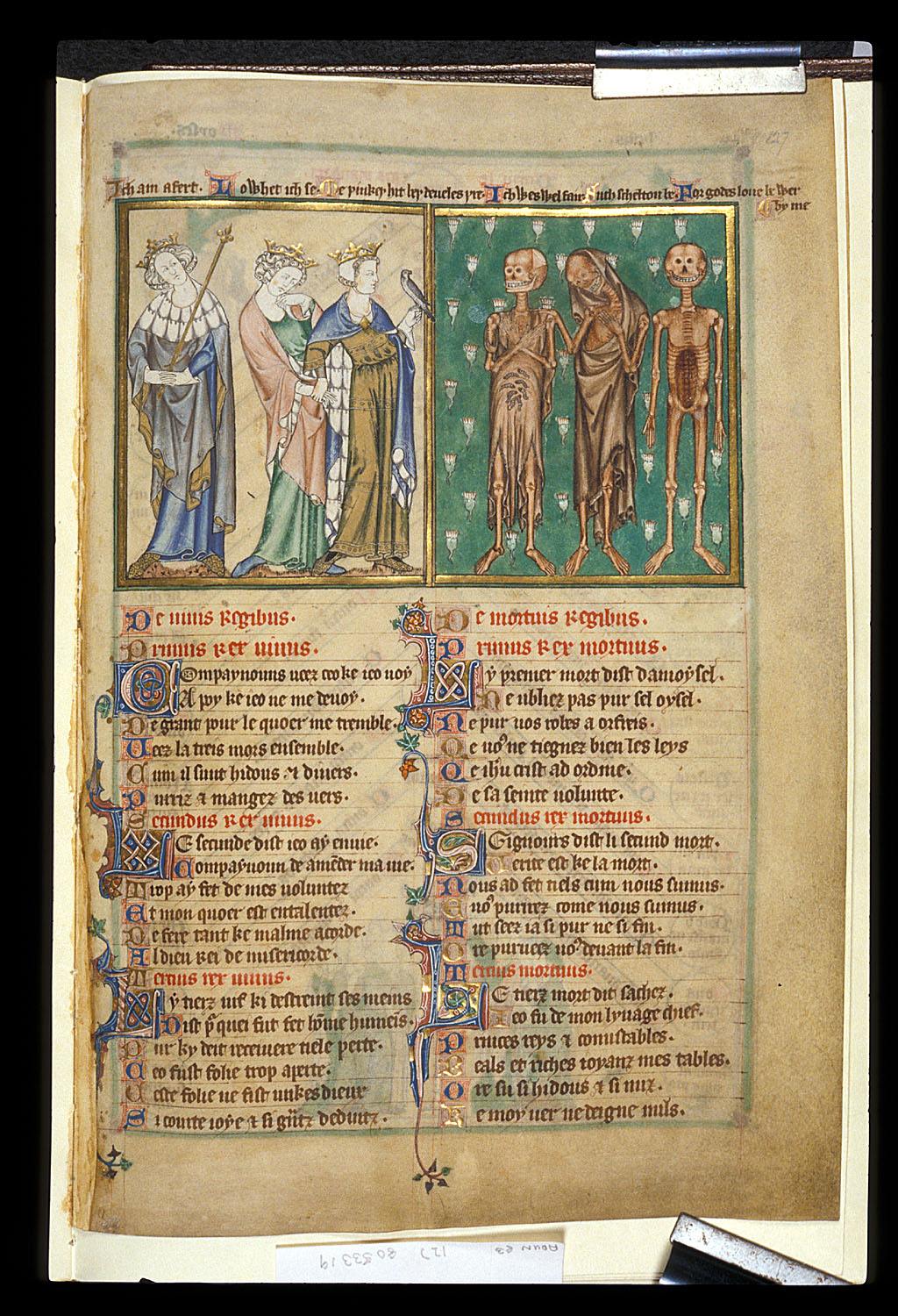
De drie levenden en de drie doden in het Psalter van Robert de Lisle, f127r

Boudewijn van Condé  (Baudouin de Condé) was een minnestreel of troubadour die actief was aan het hof van Margaretha van Constantinopel. Hij was literair actief tussen 1240 en 1280. Boudewijn was de vader van Jean de Condé, eveneens een minnestreel.

## Biografische elementen
Boudewijn zou mogelijk geboren zijn in Condé in het graafschap Henegouwen, nu in het Franse Noorderdepartement in het begin van de 13e eeuw. Op basis van de dateerbare gebeurtenissen gerelateerd aan zijn geschriften en aan de personen voor wie hij werkte kunnen we zijn actieve periode situeren tussen 1240 en 1280. 

## Werken
Van het werk van Boudewijn van Condé zijn 24 dits bewaard gebleven, in de octaaf versvorm, die zeer populair was in de middeleeuwen. Deze 24 gedichten werden gepubliceerd door August Scheler in zijn “Dits et Contes de Boaudouin de Condé et de son fils Jean de Condé” in 1866 in Brussel. De lijst vindt men hierbij ; bij elke tekst wordt aangegeven in welke handschriften hij voorkomt.
- Li Contes dou pel, ook Le dit de la voie de Tunesl (gedicht van de weg naar Tunis), was een  gedicht ter ere van de kruistochten, geschreven na de Achtste Kruistocht van Lodewijk IX van Frankrijk in 1270, 458 verzen; Hs: 100, 201, 202, 203, 206, 209, 300.[3]
- Li Contes dou wardecos; de dichter vergelijkt de “gardecorps”, een beschermend kledingstuk, met de wachten die de heer beschermen, 312 verzen; Hs.: 100, 202, 203, 206, 209, 210, 300. [4]
- Li Contes dou pellicam, over het offer van Jezus dat wordt vergeleken met dat van de pelikaan die zijn bloed offert om zijn jongen te voeden, 328 verzen; Hs.: 100, 202, 203, 206, 209, 400.[5]
- Li Contes du baceler Het verhaal van de jonge edele, 436 verzen; Hs.: 100, 202, 203, 206, 208, 209, 210,  300.[6]
- Li Contes dou dragon, de roddelaar wordt vergeleken met de draak, die zijn slachtoffers likt en vergiftigd, 420 verzen; Hs.: 100, 202, 203, 206, 209, 210, 300.[7]
- Li Contes dou mantiel, een allegorie over de kwaliteiten van de hermelijnen mantel, hier als symbool van de deugden die een edelman moet hebben om die naam waardig te zijn, 380 verzen; Hs.: 100, 202, 203, 206, 209, 210, 300.[8]
- Li Contes dou preudome, het verhaal van de edele of bij uitbreiding van de goede mens, 192 verzen; Hs.: 100, 202, 203, 206, 209, 300, 210.[9],
- Li Contes d’envie, het verhaal van de jaloezie, 314 verzen; Hs.: 100, 202, 203, 206, 300, 210.[10]
- Li Contes d’amour, het verhaal van de liefde, vooral welke kwaliteiten men nodig heeft om gelukkig te zijn in de liefde, 346 verzen; Hs.: 100, 202, 203, 206, 300.[11]
- Li Contes de la rose, gedicht over de ongelukkige liefde, met in het laatste deel een vergelijking tussen de schoonheid en de roos. 399 verzen; Hs.: 100, 202, 203, 206, 300, 400.[12]
- Uns exemples de le mort: I. Vers de la char; II. Des mondes et des mondés; III. Li dis du fust; IV. Uns autres dis d'amours fines. Vier korte gedichten vooral vingeroefeningen voor de dichter. 42, 18, 34 et 46 verzen; Hs.: 100, 202, 203, 206, 207, 213, 300.[13]
- Li Contes des hiraus, het verhaal van de herauten, waarin hij de tegenstelling tussen herauten en minnestrelen  beschrijft. Tegelijk een verdekte satire op de ridderstand. 636 verzen; Hs.: 100, 201, 202, 203, 206.[14]
- Li Contes de gentilleche het verhaal van de vriendelijkheid, 140 verzen; Hs.: 100, 202, 203, 205, 206, 209, 210, 300.[15],
- Li Dis de la pomme, kort verhaal over de val van de mens, 12 verzen; Hs.: 100, 202, 203, 206, 211.[16]
- Li Ave Maria, 84 verzen; Hs.: 100, 202, 206, 209, 210,  500, 600.[17]
- Li Contes de l’aver, het verhaal van de gierigaard, 252 verzen; Hs.: 100, 202, 203, 206.[18]
- Li Dis des troi mors et des trois vis, de légende van de drie levenden en de drie doden, 164 verzen; Hs.: 202, 203, 204, 206, 212, 213, 214, 700, 800.[19]
- La Voie de paradis, het verhaal van een allegorische reis naar het leven na de dood in de vorm van een droom. 796 verzen; Hs.: 203, 206.[20]
- Li Contes de l’olifant, het verhaal van de olifant,  306 verzen; Hs.: 209.[21].
- Li vers de droit, een verzameling van ideeën over het moreel recht: waarheid, gerechtigheid en sociale geplogenheden, 600 verzen; Hs.: 209.[22]
- Li Prisons d’amours, een beschrijving van de verschillende fases van de liefde, die door de schrijver vergeleken wordt met de gevangenis in een kasteel. 3131 verzen; Hs.: 300, 400, 900.[23]

## Manuscripten
De verschillende teksten werden aangetroffen in de volgende manuscripten:
- 100 Brussel, Koninklijke Bibliotheek van België, 9411-9426
- 201 Parijs, BnF, Arsenal, 3124, Kopie door Barbazan van ms. 3524.
- 202 Parijs, BnF, Arsenal, 3142
- 203 Parijs, BnF, Arsenal, 3524
- 204 Parijs, BnF, français, 378
- 205 Parijs, BnF, français, 837
- 206 Parijs, BnF, français, 1446
- 207 Parijs, BnF, français, 1588
- 208 Parijs, BnF, français, 1593
- 209 Parijs, BnF, français, 1634
- 210 Parijs, BnF, français, 12467
- 211 Parijs, BnF, français, 12483
- 212 Parijs, BnF, français, 25545
- 213 Parijs, BnF, français, 25566
- 214 Parijs, BnF, latin, 18014
- 300 Turijn, Biblioteca Nazionale di Torino, L. V. 32
- 400 Dijon, Bibliothèque municipale, 526
- 500 Manchester, John Rylands University Library, French, 3
- 600 Reims, Bibliothèque municipale, 1275
- 700 Florence, Biblioteca nazionale centrale, Landau Finaly, Gebedenboek van Jan de Goede
- 800 New York, Metropolitan Museum of Art, Cloisters Library, 1969 (69.86)
- 900 Wenen, Österreichische Nationalbibliothek, 2621

## Web links
- Baudouin de Condé manuscripten op Arlima

- Bibliothèque nationale de France: cb124212308 (data)
- Gemeinsame Normdatei: 119241412
- International Standard Name Identifier: 0000 0003 7451 7785
- Library of Congress Control Number: nr94034601
- Nationale Bibliotheek van Israël: 987007370946805171
- Système universitaire de documentation: 07326587X
- Virtual International Authority File: 103645980